# Макфарлан (Северна Каролина)
Макфарлан (енгл. McFarlan) град је у америчкој савезној држави Северна Каролина.

## Демографија
По попису из 2010. године број становника је 117, што је 28 (31,5%) становника више него 2000. године.
| Група             | 2000.      | 2010.      |
| Белци             | 84 (94,4%) | 67 (57,3%) |
| Афроамериканци    | 5 (5,6%)   | 27 (23,1%) |
| Азијати           | 0 (0,0%)   | 0 (0,0%)   |
| Хиспаноамериканци | 0 (0,0%)   | 22 (18,8%) |
| Укупно            | 89         | 117        |